# اتوترانسفورماتور

یک اتوترانسفورماتور تک‌فاز دارای انشعاب (تپ) که ولتاژ خروجی آن بین ۴۰ تا ۱۱۵ درصد ولتاژ ورودی متغیر است

اتوترانسفورماتور (گاهی به آن «اتوفورمر» و «اتوترانس» هم می‌گویند) گونه‌ای ترانسفورمر الکتریکی است که تنها یک سیم‌پیچ دارد. پیشوند «اتو» در اینجا به معنای یک مکانیزم خودکار نیست بلکه به سیم‌پیچ منفردی اشاره دارد که به تنهایی عمل می‌کند. سیم‌پیچ اتوترانسفورماتور حداقل سه نقطه برای اتصال الکتریکی دارد که به آن‌ها تپ می‌گویند. ولتاژ ورودی و بار الکتریکی به دو تپ متصل می‌شوند و یک تپ که در انتهای سیم‌پیچ قرار دارد مشترک است. هر تپ می‌تواند منبع ولتاژی و بار الکتریکی متفاوتی داشته باشد. سیم‌پیچ موجود در اتوترانسفورماتور در واقع می‌تواند کار هردو سیم‌پیچ اولیه و ثانویه موجود در ترانسفورمر را انجام دهد.

## عملکرد
در برق تک فاز، اتوترانسفورماتور بازده‌ای معادل ۴۰ الی ۱۱۵ درصد ولتاژ ورودی را دارد. نسبت ولتاژهای ثانویه به اولیه برابر است با نسبت تعداد دورهای سیم‌پیچی که ولتاژ به آن وصل می‌شود. برای مثال، وصل شدن به مرکز و پایین سیم‌پیچ اتوترانسفورماتور، ولتاژ را نصف می‌کند، یعنی ۵۰ درصد. بسته به شرایطی که اتوترانسفورماتور قرار است در آن کار کند، آن قسمت از سیم‌پیچ که تنها در ولتاژ زیاد (جریان کم) استفاده می‌شود ممکن است با سیم‌های کم‌ضخامت‌تر ساخته شده باشد، با این وجود کل سیم‌پیچ مستقیماً به هم اتصال الکتریکی دارد.

## محدودیت‌ها
برخلاف ترانسفورماتورهای معمولی که سیم‌پیچ اولیه و ثانویهٔ آن‌ها از نظر الکتریکی ایزوله (جدا) هستند. در اتوترانسفورماتورها بین این دو ارتباط الکتریکی وجود دارد و بنابراین اگر سیم نول ورودی زمین نشده باشد، سیم نول خروجی هم زمین نخواهد بود. بروز اشکال در عایق‌بندی سیم‌پیچ یک اتوترانسفورماتور می‌تواند منجر به اعمال کل ولتاژ ورودی بر خروجی گردد. قطعاً به هنگام استفاده از اتوترانسفورماتور با کاربردهای ذکر شده، قضیهٔ عایق بندی یک مسئلهٔ ایمنی بسیار مهم است.
از آنجایی که اتوترانسفورماتورها به سیم‌پیچ‌های کوتاهتر و هستهٔ کوچکتری نیاز دارند، برای کاربردهایی که قدرت در آن مهم است، بهتر و به صرفه‌تر از ترانسفورماتورهای معمولی هستند. هم چنین نسبت بازده ولتاژی آن سه برابر ترانسفورمر معمولی است؛ با این وجود از لحاظ اقتصادی ترانسفورمر معمولی به نسبت ارزان‌تر از اتوترانسفورماتور است.

## کاربردهای اتوترانسفورمر در جریان پرفشار سه‌فاز
یک اتوترانسفورماتور محدودیت‌های خاصی به منظور جلوگیری از جریان‌های هم سو دارد. اتوترانسفورماتورهای سه‌فاز بزرگ ممکن است سیم‌پیچ‌های دفن شده زیر خاک داشته باشند که اتصالی به بیرون مخزن ندارند، این سیم‌پیچ‌ها به منظور جذب جریان‌های همسو، زیر خاک دفن می‌شوند. نوع خاصی از اتوترانسفورماتور که به آن زیگ‌زاگ می‌گویند به منظور زمین‌کردن بر روی سیستم سه‌فاز استفاده می‌شود که هیچ نوع اتصالی به زمین ندارد. یک ترانسفورمر زیگ‌زاگ مسیری را برای عبور جریانی که در سه فاز مشترک است، فراهم می‌کند که به این نوع جریان، جریان مؤلفهٔ صفر می‌گویند.
همچون ترانسفورماتورهای چند سیم‌پیچه، در اتوترانسفورماتورها نیز از خاصیت میدان مغناطیسی متغیر با زمان برای تبدیل ولتاژ استفاده می‌شود و بنابراین اتوترانسفورماتورها در جریان‌های مستقیم کاربردی ندارند.

## کاربردها
اتوترانسفورماتورها در بسیاری از موارد در کاربردهای قدرتی برای به کار انداختن سیستم‌های به هم پیوسته با ولتاژهای مختلف استفاده می‌شود. برای مثال در ولتاژ عبوری kV ۱۳۸ تا kV ۶۶.
کاربرد دیگر اتوترانسفورماتور در صنعت برای یک سو ویک جهت ساختن ولتاژ در ماشین‌آلات مختلف است برای مثال: برای تبدیل ولتاژ ورودی ۴۸۰ ولت به ۶۰۰ ولت. این دستگاه‌ها اغلب فقط بین دو باند ولتاژ اصلی داخلی (۱۰۰ تا ۱۳۰ و ۲۰۰ تا ۲۵۰) تبدیل می‌شوند. خطوط بین UK 400
Kv و ۲۷۵ Kv شبکه‌های "super grid"، اتوترانسفورماتورهای سه فازی با tapهای خروجی مشترک هستند. بر روی خطوط قوی روستایی اتوترانسفورماتورهایی با tapهای اتوماتیکی قرار دارند که یک دستگاه تنظیم‌کنندهٔ ولتاژ در آن نصب شده‌است تا استفاده‌کنندگان دور از شبکهٔ خطوط هم بتوانند از همان ولتاژ متوسطی که به منبع وصل شده استفاده کنند. قسمت متغیر اتوترانسفورماتور می‌تواند افت پتانسیل را در طول خطوط جبران کند.
در کاربردهای صوتی از اتوترانسفورماتورهای نصب شده به منظور هماهنگ‌کردن گوینده با سیستم صوتی با ولتاژ دائمی استفاده می‌شود و همچنین در مورد مقاومت‌ها، آن را بین میکروفن با مقاومت پایین و یک تقویت‌کننده با مقاومت بالا قرار می‌دهند.

### در کاربردهای راه‌آهن UK
در قطارها از منبعی با ولتاژ متناوب Kv ۲۵ استفاده می‌شود، برای افزایش فاصله منابع تغذیه الکتریسیته می‌توان آن‌ها را برای ذخیره ولتاژ Kv ۲۵ - ۰ - ۲۵ با سیم رابط در امتداد دستگاه جمع‌آوری‌کننده قطار، مرتب کرد. به این صورت که منبع ولتاژ صفر به قطار و منبع ۲۵ کیلو ولت به سیم ارتباطی هوایی وصل می‌شود. ابعاد این فاصله (تقریباً ۱۰ کیلومتر) در اتوترانسفورماتور باعث ارتباط سیم رابط بین راه‌آهن و سیستم هدایت گر بعدی می‌شود. این سیستم، خطوط انتقالی قابل استفاده را افزایش داده و تداخل‌های القایی را از دستگاه خروجی کم می‌کند و همچنین باعث کاهش هزینه می‌شود. گاهی اوقات دیده می‌شود که در جایی برای تغییر ولتاژ و ایجاد ولتاژ مناسب، هدایت جریان به سوی خطوط ارتباطی با اتوترانسفورماتورهای متفاوتی صورت می‌گیرد. (ولتاژ متفاوت)

## اتوترانسفورماتور متغیر
یک اتوترانسفورماتور متغیر از اتصال ثانویه sliding-brush و هسته مارپیچی تشکیل شده‌است. در آن پوشش (عایق) برای نشان دادن سیم‌پیچ مسی کنار گذاشته شده‌است. همانند ترانسفورمر دو سیم‌پیچی، اتوترانسفورماتور با تعدادی بند که به آن tap می‌گویند و کلیدهای خودکار سازماندهی شده‌اند تا این وسیله بتواند به عنوان تنظیم‌کننده خودکار ولتاژ به منظور نگه‌داری ولتاژ یکنواخت عمل کند. هم چنین از اتوترانسفورماتور به منظور شبیه‌سازی وضعیت low line برای تست کردن استفاده می‌شود. کاربرد دیگر آن در چراغ‌های چشمک‌زن است که مانع تولید EMI در آن می‌شود.
با برداشتن حفاظ سیم‌پیچ و ساختن اتصال ثانویه میان sliding-brush، اتوترانسفورماتور به آرامی ولتاژ را کنترل می‌کند. این دستگاه در طرح‌هایی که ولتاژ پایین استفاده می‌شود، قابل اجرا است. این دستگاه به عنوان ترانسفورمر متغیر AC یا به صورت عمومی با نام واریاک (variac) شناخته می‌شود.
از سال ۱۹۳۴ تا ۲۰۰۲، واریاک (variac) یک علامت تجاری در مخابرات برای اتوترانسفورماتور متغیر بود بدین منظور که این دستگاه به راحتی ولتاژ ورودیَ AC را به ولتاژهای خروجی متنوعی تبدیل می‌کرد. در سال 2004 Instrument Service Equipment (ISE) به جای علامت variac به کار برده شد؛ و امروزه برای توصیف اتوترانسفورماتورهای متغیری که توسط کارخانه‌های مختلف ساخته می‌شود از این علامت استفاده می‌شود.

## واریاک
واریاک‌ها اگر چه کاربردی زیاد در صنعت دارند ولی به خوبی شناخته و درک نشده‌اند. اتوترانسفورماتور واریاک یک دستگاه پر بازده و بی درد سر برای کنترل ولتاژ متناوب و دیگر موارد مربوط به ولتاژ متناوب مثل حرارت خروجی، شدت نور، سرعت موتور و خروجی منابع تغذیه متغیر است. اسم واریاک از عملکرد دستگاه گرفته شده‌است و یک اسم ثبت شده برای اتوترانسفورماتور متغیر پیوستهٔ شرکت جنرال رادیو می‌باشد. برخلاف سایر اتوترانس‌ها، واریاک دارای نسبت ترانسفورمری کاملاً پیوسته و هموار می‌باشد که خروجی دستگاه می‌تواند از صفر تا ولتاژ خط یا حتی بیشتر از آن کنترل شود.
این رساله به معرفی واریاک و انواع آن، مشخصات و خصوصیات عمومی آن، کاربرد، بررسی ساختمان واریاک و نحوهٔ انتخاب یک واریاک مناسب و در نهایت به مقایسه آن با دستگاه‌های مشابه می‌پردازد.
اتوترانسفورماتور یک ترانسفورمر الکتریکی می‌باشد که در آن یک سیم پیچ وجود دارد که بخشی از آن بین مدار اولیه و ثانویه مشترک است. یک اتو ترانسفورماتور معمولاً برای تبدیل ولتاژ یک خط نیروی محلی به ولتاژی دیگر برای استفاده تجهیزات الکتریکی استفاده می‌شود. اغلب این نسبت تبدیل از ۱۲۵ ولت به ۲۵۰ ولت یا از ۲۵۰ به ۱۲۵ ولت می‌باشد. گونه‌ای از اتوترانسفورماتور که یک تپ قابل حرکت دارد اتو ترانسفورمر متغیر یا اصطلاحاً واریاک نامیده می‌شود. واریاک یک نام تجاری متعلق به شرکت جنرال رادیو، برای اتوترانسفورماتور متغیر می‌باشد.
این اتوترانسفورماتور متغیر برای تغییر آسان ولتاژ خروجی از یک ولتاژ متناوب ثابت ورودی ساخته شده‌است. واژهٔ واریاک اغلب برای توصیف سایر اتوترانسفورماتورهای متغیر سایر سازنده‌ها نیز بکار می‌رود. (مانند اتوترانسفورماتورهای متغیر شرکت دیمر است). استفاده اتوترانسفورماتورها یک روش پربازده و بیصدا برای تنظیم ولتاژ لامپ‌های التهابی می‌باشد. در حالی که دیمرهای نیمه هادی کوچک و سبک‌وزن در بسیاری از کاربردها جایگزین واریاک‌ها شده‌اند، این ترانسفورمرها همچنان در مواردی که به سیگنال سینوسی بدون اعوجاج نیاز است؛ بکار می‌روند.

### مزایای واریاک
از آنجایی که واریاک یک ترانس است:
1. مانند ترانس‌های پربازده بازدهی زیادی دارد.
2. بادوام است چون داغ نمی‌کند.
3. می‌تواند اضافه بار را تحمل کند. تا ۱۰۰۰٪ اورلودهای کوتاه مدت را تحمل می‌کند.
4. مستقل از میزان بار و ضریب قدرت است. ولتاژ بار از بی باری تا بار کامل تغییرات اندکی دارد.
5. بی سر و صدا است و نویزی به خط اضافه نمی‌کند.
6. قابل اطمینان است. سطح تماس انحصاری دوراترک از اکسیداسیون‌های آسیب‌رسان بر اثر دمای بالا خودداری می‌کند.
7. دارای نصب آسان می‌باشد؛ و تمامی سخت‌افزارهای لازم جهت نصب را همراه دارد. نقشه سیم پیچی آن بر روی صفحه ترمینال وجود دارد.
8. در صدها نوع استاندارد برای برآورده کردن نیازهای فرکانس خط، ولتاژ، فاز، اندازه بار، احتیاجات نصب (قابل حمل و دارای دستگاه‌های اندازه‌گیری) عرضه می‌شود..
9. دارای ایمنی تضمین شده توسط آزمایشگاه‌های تست و تضمین کالا و مؤسسه استاندارد کانادا برای اکثر مدل‌ها می‌باشد؛ و نیز مدل‌های دارای کاربرد نظامی به خصوص برای فرکانس ۴۰۰ هرتز دردسترس می‌باشند